# Nicolas Rozier
Pour les articles homonymes, voir Rozier.
Nicolas Rozier, né à Reims en 1971, est un écrivain et un peintre français.

## Biographie

### Écrivain
Nicolas Rozier publie pour la première fois en 2006 un ensemble de poèmes, L'Espèce amicale. Parmi ses œuvres poétiques certaines sont consacrées à Antonin Artaud, Jacques Prevel et Francis Giauque : L'Écrouloir, un dessin d'Antonin Artaud, La Main de brouillard, poème pour Francis Giauque, Jacques Prevel, poète mortel.,, À ces œuvres s’ajoutent d’autres longs poèmes eux aussi composés entre la prose et le vers libre tels : L'Astre des anéantis et Vivre à la hache.,
Selon José Galdo, l'univers de Nicolas Rozier se construit «sur les champs de batailles archaïques de la vie, de l’amour, du vide et de la mort où se joue la naissance des révoltes à même la cruauté pure du visible et de l’invisible.» Le pandémonium qui s’y déploie est équivoque, voire sublimé, et se mue jusqu’à la recréation d’une vie réenchantée, d'une vie rehaussée : pour Jean-Yves Masson, son écriture «est fait[e] d’un alliage de «toutes les noblesses pulvérisées» [...] et il évoque «des proses incandescentes.» L’écrivain élève des figures d’héroïsme, réelles ou fictives : «les grands visages purs sans appel, les massacrés incorruptibles» forment le peuple de son univers littéraire. Pour Pierre Dhainaut"Nicolas Rozier ne nous invite pas à la pure contemplation : nos regards se déchirent, ils vont chercher au plus intime de nous-mêmes comme au-devant, une origine qui se dérobe, un horizon inaccessible, de quoi pourtant nous soulever, corps et âme et langage, sans cesse, sans réserve"."Selon Guy Darol, «On le croirait répugné, gravement atteint de renoncement. Il n’en est rien et c’est la force poignante de cette prose. Alors qu’il décrit l’homme médusé, les forêts déclassées, «le pli de catastrophe » sous le ciel bleu, sa parole espère. Elle appelle l’enjouement, la bonté, l’amour. Elle redonne vie à ce qui est mort.» Sa tendresse pour une humanité - pourtant infernale - ne désarme pas. Selon Jean-Yves Masson, «L'énergie de l'écriture de Nicolas Rozier est un grand élan fraternel qui empoigne le lecteur dès la première ligne et ne le lâche plus.» Elle est poignante et tout à la fois ne quitte pas son point de mire. Pour Matthieu Baumier, elle tend tout entière « vers un ailleurs [...] parce que Rozier écrit en marchant vers un pays merveilleux où l’on n’arrive jamais.»
Nicolas Rozier est l'auteur d'articles sur la littérature, de textes publiés en revue et en anthologie tels Le Tambour pectoral – Roger Gilbert-Lecomte, Autour du Grand Jeu; pour la revue Europe, Un chapeau dans la neige sur le roman de Christian Dufourquet ; Au nom de l’épée que j’entends dans Espil ; Guerrier sans poudre de Guy Darol ; Artaud à l’Orangerie, La Moitié du fourbi no 8, octobre 2018 ; Vivre à la hache LIII, revue Kasemate, no 0 janvier 2016 ; Dehors, recueil sans abri, Anthologie poétique établie par Christophe Bregaint et Éléonore Jame, aux éditions Janus, 2016 ; Fire & Forget, Poésie-Tract 16 A même le rite de la dévoration du soleil noir - extraits de Vivre à la hache, de L'Ecrouloir, de L' Astre des anéantis; Inuits dans la jungle,Le Castor astral, n°6, juin 2015.
Il est aussi l'auteur d'articles sur l'art : «L'Imprenable», Sorgue, no 5, novembre 2004, «L’abordage de la peinture» (Lettre à Marcel Moreau), 25 août 2006, «Pour Karel», présentation de l’œuvre peinte de Karel Dierickx, «La boîte à fusibles», présentation de son œuvre au pastel,.
Il a préfacé Le Recrachement des doublures, José Galdo, Nancy, Au fond du grenier, décembre 2010 et «Le Dernier blockhaus», Expérience Blockhaus, Le Vigan, L'Arachnoïde, décembre 2012.
Ces publications ont donné lieu à des performances et des lectures publiques : Pour La Main de brouillard Nicolas Rozier participe au Festival de Performances Si(Non)Oui !, et fait  une lecture publique à la Librairie du Centre Culturel Suisse, à Paris, en 2016. Il est invité à présenter l’œuvre de Marcel Moreau, au Centre d'Art et de Littérature de L'Echelle, à l'Hôtel Beury, en 2009; il offre également deux lectures publiques de L'Ecrouloir sur le Podium du Marché de la Poésie, à Paris, en 2010, et au Théâtre du Nord-Ouest, à Paris, en 2015. En 2010, dans le cadre des manifestations du Marché de la Poésie, il lit son "Avant-Propos" au Tombeau pour les rares. En 2016 il fait la lecture publique de La Main de brouillard au CEPA -Centre Européen de Poésie d'Avignon-, au Festival Poésie en ville, à Genève, au Festival Voix Vives de Sète, à la Librairie La Lucarne des Écrivains, à Paris, puis en 2017 dans le cadre de la Périphérie du Marché de la Poésie, à La Guillotine, à Montreuil. Il offre une lecture publique de Vivre à la hache à L'Harmonium, à Bruxelles, en 2016 et à la Galerie-Librairie Zoème, à Marseille, en 2017. Cette même année il intervient dans le cadre d'un séminaire accueilli par le CEHTA (Centre d'Histoire et de Théorie des Arts) /EHESS sur «Les gestes du dessin» et fait une performance en dessin, associée à une lecture publique de Doubles limbes., Une lecture par Nicolas Rozier d' Anne de Francis Giauque est consultable en ligne.
Depuis 2017, Nicolas Rozier se dédie essentiellement à l’écriture romanesque. Son premier roman, D'Asphalte et de nuée, (septembre 2020) et son deuxième roman L'Île batailleuse, (octobre 2021) ont été publiés par les  éditions Incursion . Il publie régulièrement sur son site dans la section "Un garçon impressionnable" des textes de critique littéraire et artistique et autobiographiques. Il publie un hommage au peintre Karel Dierickx dans l'ouvrage collectif Karel Dierickx, Met niets dan tijd / Rien d’autre que le temps (novembre 2024).

### Peintre
À la création littéraire se joint la création picturale, la correspondance entre textes et dessins est constante comme en témoigne en particulier Tombeau pour les rares dont Nicolas Rozier rédige l’Avant-propos. L’œuvre est composée des 27 portraits dessinés par Nicolas Rozier auxquels répondent les textes d'auteurs invités à écrire sur leurs aînés.
Ces portraits de grande taille, peints à l’acrylique noire sur toile, établissent l'identité entre l'art du portrait et les plus rares des poètes :«les rares reprennent avec nous le chemin où ils ont tout ravagé de splendeur.» Les intentions du peintre-poète sont claires : «J'aime la peinture où j'oublie l’œuvre tellement je me sens face à elle dans les bras du peintre. J'aime et j'admire sur le champ quand le peintre s'est rompu sur la place publique du tableau, jusqu'à l'éclatement limpide où sa face n'est plus qu'une ruée dans les ciselages de l'âme.» C'est l'effet ressenti par le spectateur face aux portraits des rares. Selon Nicolas Rozier le «mérite est dans l'effroi d'origine.»
Pour Marcel Moreau, le peintre «d’une poigne inspirée, éclaboussante de torsions à la manœuvre entre visions exacerbées et désirs de quintessence» rend ainsi un hommage fraternel à 27 rares.
Une partie de son œuvre picturale est liée à la figure, au portrait. Ses dessins à l’acrylique noire sur papier, ses gouaches mêlent l’étrange au familier de la figure ; le mélange, subtil et sans cesse renouvelé, touche à ce qui fut un temps une de ses obsessions relevée par Georges Fontaine: «l’établissement d’une typologie de la figure humaine nourrie de la beauté intérieure et tragique du poète dont le plus beau regard est toujours l’ultime.» Puis le bâton de pastel s’est progressivement imposé à l’artiste pour la nervosité du tracé, l’immédiateté avec laquelle cet outil inscrit le geste, mais aussi pour la virulence chromatique propre à cet instrument cylindrique qui prolonge naturellement le bras, la main, et raccourcit la médiation entre l’intention et la réalisation. L’emploi de la couleur correspond à un élargissement de l’iconographie du peintre ; le papier et le médium du pastel, par la technique sèche qu’ils supposent, ont favorisé un laboratoire de paysages. Les landes hybrides d’un monde urbain indissociable d’une terre sauvage, avec le souvenir entêtant du Domaine d’Arnheim d’Edgar Poe auquel Nicolas Rozier dédie une série, manifestent la hantise du peintre pour un paysage taillé dans la gemme.
Ses panoramas où s’agrègent des fragments futuristes, armatures élancées proches de la science-fiction, mais aussi des brusqueries angulaires de ruines, s’unissent à la grammaire hachurée et nervurée du règne végétal, en des architectures complexes où l’aventure comme la mésaventure seraient inscrites au relief du terrain. Ces architectures échafaudent des songes de villes, cités imaginaires ou spectrales, où les lignes et les formes se cabrent «pour galvaniser l’urbanisme» pour reprendre les mots de Julien Gracq. L’élément ferreux est le matériau de prédilection de la ville imaginaire : dans les tours et les gratte-ciel, comme dans les friches industrielles, le fer affleure comme élément sonore. Des dominantes paysagesques, des impressions de suburbs ou de bas-fonds sont inspirées par les sonorités métalliques et les références musicales du peintre -de la musique punk de Wire ou des Buzzcocks aux compositions de Xenakis ou Stockhausen- participent aussi à sa création picturale.
L'artiste accompagne graphiquement d'autres auteurs. On lui doit «Trois dessins», Guillevic, L'Errance questionnante, d'Olivier Penot-Lacassagne, Reims, Le Clou dans le fer, 2004; «Frontispice», Le Réel d'à côté de Charles Dobzynski; «Illustration», Variations Daumal de Zéno Bianu, Angy, Le Temps volé, mars 2008; Pyro, no 14, mars 2008; «Cahier de création» pour Andreï Tarkovski, Nunc, no 11, septembre 2009; «Dessins» Le Recrachement des doublures de José Galdo, Nancy, Au fond du grenier, décembre 2010; Revue naissante 21, Nunc, Éditions de Corlevour, juin 2010; Autour de l'art, Lausanne, L'Âge d'homme, 2013; «Trois dessins», qui accompagnent trois poèmes de Patrick Amstutz, Trou, n° XX, octobre 2010; «7 encres», La Nuit, la nuit entière de Pierre Dhainaut; Baume-les-Dames, Aencrage & Co, mai 2011; «portrait d’André Laude», Tombeau pour les rares, Cahiers André Laude; «Série», Cahiers Bataille, no 2, Éditions Les Cahiers, octobre 2014; Couverture, Le Magazine de l’art, 2014. Nicolas Rozier a participé au numéro Liberté spécial Ukraine de la revue Le Miroir de L'Art, juin 2022.

## Expositions
- 2001 : Galerie Zedes, Bruxelles[1];Café du Palais, Reims; Villa Douce, Reims.
- 2002 : Centre d’Art et de Culture La Pierre Longe, ORCCA, Auménancourt (51) du 25 avril au 7 juillet.
- 2003 : Espace Camille Claudel, Saint-Dizier.
- 2004 : Espace d’Art contemporain, « L’Orangerie », Bastogne, Belgique[30]; Comédie de Reims; Ancien Collège des jésuites, Reims.
- 2006 : Centre Culturel Elzenhof, du 11 au 24 novembre, Bruxelles[34] ; Galerie La Louve, Léglise, Belgique.
- 2007 : Galerie Beukenhof – Kluisbergen, 02 au 24 octobre, Belgique.
- 2008 : Espace Lebon, Charleville-Mézières, vernissage 20 octobre[35].
- 2009 : Médiathèque, Reims; Galerie Concha de Nazelle, Toulouse[36].
- 2010 : Galerie Zedes, Bruxelles;  Musée Rimbaud, Charleville-Mézières[37]; Galerie de la Halle Saint-Pierre[22] Paris; 15e Biennale Internationale « Petit Format de Papier » du 28 août au 24 octobre[38].
- 2011 : L’Arrivage, Troyes; Galerie Albert Dumont, Bruxelles, du 24 mars au 24 avril; Centre Européen de Poésie d’Avignon[39].
- 2012 : L’Usine[40], Paris; Musée d’Ixelles.[41],[42]; Galerie Lillebonne, Nancy, 2012, grands formats pendus, dessins et lecture du Recrachement des doublures livre d'artiste avec José Galdo
- 2013 : Abbaye de Neumünster, Luxembourg[43],[44].
- 2021 : Librairie Galerie La Curieuse, Argentan, du 2 au 31 mars; Les nouveaux horizons de l'art, Espace Art et Liberté, Charenton le Pont, en mai-juin. Résidence au Manoir de Couesme, Ancinnes, du 3 mai au 15 août. Meurcé, Lieu de Création (72) du 3 septembre au 1er octobre.
- 2022 : Ghislain Duroy, lunetier d'art et galeriste, Alençon, juin-juillet
- 2023 : Collégiale Saint-Pierre-la-Cour, Le Mans, janvier-février ; Galerie de La Prévôté, Aix-en-Provence, 1er au 15 août
- 2024 : Ghislain Duroy, lunetier d'art et galeriste, Alençon, juin-juillet

## Articles sur Nicolas Rozier
Des articles et des analyses sur l’œuvre littéraire de Nicolas Rozier ont été écrits par Charles Dobzynski, Aujourd'hui poème, no 63, juin 2005;  Marie-Claire Bancquart  sur L’Ecrouloir,; José Galdo, «Ce portrait de Francis Giauque»; Patrick Flashgo, « Nicolas Rozier exhume ses éternels », L’Ardennais, 3 avril 2010; Richard Blin, « Regards posthumes »; La Liberté (quotidien Suisse), 7 août 2010; Pierre Dhainaut, sur Tombeau pour les rares, Revue Diérèse no 50, automne 2010; Charles Dobzynski, sur Tombeau pour les rares; Stéphane Beau, Le Magazine du livre; Matthieu Baumier, sur L’Astre des Anéantis;Jean-Yves Masson, « Rozier rallume le soleil »; Christian Dufourquet «la poésie comme avant tout»; Mylène Carrière, « Panthéon poétique », Le Quotidien (Luxembourg), 17 décembre 2013; Guy Darol, « Poète rare » sur L’Astre des Anéantis Zoé Balthus, «Nicolas Rozier, L'Ecrouloir, Un dessin est venu, l'autoportrait d'Artaud»,2014, L'Anagnoste, sur L’ Ecrouloir; Alain Virmaux, sur L’ Ecrouloir; Richard Blin, Sur La Main de brouillard, poème à Francis Giauque; Marcel Moreau, « L’homme de Rozier »; Murielle Compère-Demarcy, « La main de brouillard, Nicolas Rozier »; Jean-Paul Gavard-Perret, «La main de brouillard — Poème pour Francis Giauque»; Sophie Brassart, « Nicolas Rozier, Vivre à la hache »; Pierre Monastier, « Nicolas Rozier ou la théâtralité en puissance de profération »; Claude Vercey, « Je suis l'inutile témoin de moi-même (J.P)», revue de poésie Décharge I.D no 688, 9 mai 2017; Luc van den Bossche, « Avec La main de brouillard, Nicolas Rozier rend hommage à Francis Giauque », 18 juillet 2018. Le magazine D-fiction a publié son entretien avec Nicolas Rozier sur le roman « L'Île batailleuse », octobre 2022.
Alain Marc dans En regard, Sur Nicolas Rozier, a proposé un poème pour accompagner l’exposition des œuvres du « Tombeau pour les rares ». Marcel Moreau est l'auteur de la préface au Tombeau pour les rares. Zéno Bianu dans son recueil Infiniment proche. Et le désespoir n’existe pas a écrit un poème « Sur les portraits de Nicolas Rozier », Poésie Gallimard, 2015. Zéno Bianu a également préfacé Jacques Prevel, poète mortel en 2016. Richard Blin est l'auteur d'une note de lecture sur Jacques Prevel, poète mortel dans Le Matricule des Anges no 179, en janvier 2017. Zeno Bianu dans Pierrot solaire, 2022, rend hommage à Nicolas Rozier dans le poème « Transfigurations ».
On trouvera aussi des articles et analyses sur l’œuvre picturale de Nicolas Rozier: Georges Fontaine, Un autre lieu, Orangerie de Bastogne Zéno Bianu, catalogue d’exposition Concha de Nazelle, Galerie Concha de Nazelle, Toulouse, 2009,; Christian Noorbergen, Artension, no 107, mai-juin 2011. Le magazine Aralya a publié un dossier dédié à la peinture de Nicolas Rozier, 2022.

## Émissions
- France Culture : Appel d’air, 2004.
- France Culture : Ça rime à quoi, 2010.
- Radio libertaire : Bibliomanie, 2010.
- France 3 Champagne-Ardenne, 2010.